# Parcel·la
La parcel·la és el terme exacte per definir un camp o superfície de terreny. Constitueix la divisió elemental del sòl, és un tros de terra sencer pertanyent a un sol o diversos propietaris. Aquest terme és igualment emprat en el cadastre per designar les diferents unitats de terreny, distingides pels seus límits i el seu propietari, tant al medi rural com a l'urbà. La seva reagrupació forma el parcel·lari.
Els municipis estan dividits en Polígons. La Parcel·la és una subdivisió d'un Polígon i alhora aquesta està subdividida en subparcel·les.
Exemple: Municipi XXX, Pol·lígon 2, Parcel·la 31, Subparcel·la A.
L'arquitecte francès Philippe Panerai ha esdevingut un especialista pel que fa a la influència de la parcel·la sobre la forma urbana.
Es parla igualment de parcel·les d'hàbitat per designar l'espai on es viu quan aquest darrer és de tipus dispers.